# Юри Алберто
Ю́ри Албе́рто Монте́йро да Си́лва (порт.-браз. Yuri Alberto Monteiro da Silva; род. 18 марта 2001, Сан-Жозе-дус-Кампус, Сан-Паулу), или же просто Ю́ри Албе́рто (порт.-браз. Yuri Alberto) — бразильский футболист, нападающий клуба «Коринтианс» и сборной Бразилии.

## Клубная карьера
Воспитанник клуба «Сантос». 17 ноября 2017 года в матче против «Баии» дебютировал в бразильской Серии A. 7 марта 2018 года в поединке Лиги Паулиста против «Гремио Новуризонтино» забил свой первый гол за «Сантос». В 2020 году перешёл в «Интернасьонал», дебютировал 16 августа в матче против «Флуминенсе». 15 октября в поединке против «Спорт Ресифи» забил свой первый гол за «Интернасьонал». 21 января 2021 года в матче против «Сан-Паулу» сделал хет-трик. В розыгрыше Кубка Либертадорес 2021 Юри Алберто забил три мяча в ворота парагвайской «Олимпии» и венесуэльского «Депортиво Тачира». 
30 января 2022 года перешёл в российский клуб «Зенит» Санкт-Петербург. Контракт был подписан на 5 лет. 28 февраля в матче против «Рубина» дебютировал в РПЛ. В этом же поединке забил свой первый гол за клуб.
29 июня 2022 года «Зенит» объявил о переходе Юри Алберто на правах аренды в «Коринтианс».
18 августа 2022 года Юри Алберто забил свои первые голы за новую команду. В матче Кубка Бразилии нападающий оформил хет-трик в ворота «Атлетико Гоияниенсе». Благодаря победе 4:1 после поражения в первом матче 0:2 «Коринтианс» сумел по лучшей разнице мячей выйти в полуфинал турнира.

## Карьера в сборной
В 2017 году в составе юношеской сборной Бразилии Юри Алберто стал победителем в юношеского чемпионата Южной Америки в Чили. На турнире он сыграл в матчах против команд Парагвая, Аргентины, Венесуэлы и Чили. В поединках против аргентинцев и венесуэльцев забил по голу.
В том же году Юри Алберто принял участие в юношеском чемпионате мира в Индии. На турнире он сыграл в матчах против команд Северной Кореи, Германии, Англии и Мали. В поединке против малийцев забил гол.

## Достижения
Командные
Бразилия (до 17 лет)
- Победитель юношеского чемпионата Южной Америки: 2017

«Зенит»
- Чемпион России: 2021/22

Личные
- Лучший бомбардир чемпионата Бразилии: 2024 (15 голов, совместно с Алеррандро)